# تعشية الطير

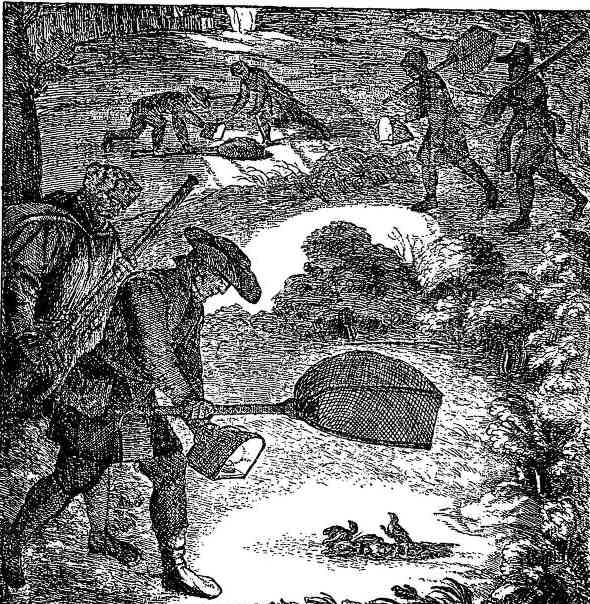
تعشية الطير

تعشية الطير طريقة قديمة لاصطياد الطيور في الليل  أثناء وجودها في المجثم. تتضمن العملية إضاءة القش أو المشاعل بالقرب من مجثمهم. تطير الطيور باتجاه النيران بعد إيقاظهم من مجثثهم، حيث تُعلق بسهولة في الشباك عند اندهاشها.